# حشره‌خوار فلورس
 حشره‌خوار فلورس (نام علمی: Suncus mertensi) نام یک گونه از سرده حشره‌خوارهای مشکین است.